# Classic Brugge–De Panne 2023
47. ročník jednodenního cyklistického závodu Classic Brugge–De Panne se konal 22. března 2023 v Belgii. Vítězem se stal Belgičan Jasper Philipsen z týmu Alpecin–Deceuninck. Na druhém a třetím místě se umístili Nizozemec Olav Kooij (Team Jumbo–Visma) a Belgičan Yves Lampaert (Soudal–Quick-Step). Závod byl součástí UCI World Tour 2023 na úrovni 1.UWT a byl desátým závodem tohoto seriálu.

## Týmy
Závodu se zúčastnilo 16 z 18 UCI WorldTeamů a 6 UCI ProTeamů. Týmy Israel–Premier Tech, Lotto–Dstny a Team TotalEnergies dostaly automatické pozvánky jako 3 nejlepší UCI ProTeamy sezóny 2022, další 3 UCI ProTeamy (Bingoal WB, Team Flanders–Baloise a Uno-X Pro Cycling Team) pak byly vybrány organizátory závodu, KVC Panne Sportief. Všechny týmy přijely se sedmi jezdci kromě týmů Israel–Premier Tech, Team Jayco–AlUla a Team TotalEnergies s šesti jezdci, celkem se tak na start postavilo 151 závodníků. Do cíle v De Panne dojelo 74 z nich.
UCI WorldTeamy
- Alpecin–Deceuninck
- Arkéa–Samsic
- Astana Qazaqstan Team
- Bora–Hansgrohe
- Cofidis
- EF Education–EasyPost
- Groupama–FDJ
- Intermarché–Circus–Wanty
- Movistar Team
- Soudal–Quick-Step
- Team Bahrain Victorious
- Team DSM
- Team Jayco–AlUla
- Team Jumbo–Visma
- Trek–Segafredo
- UAE Team Emirates

UCI ProTeamy
- Bingoal WB
- Israel–Premier Tech
- Lotto–Dstny
- Team Flanders–Baloise
- Team TotalEnergies
- Uno-X Pro Cycling Team

## Výsledky
| Pořadí | Jezdec                      | Tým                    | Čas        |
| ------ | --------------------------- | ---------------------- | ---------- |
| 1      | Jasper Philipsen (BEL)      | Alpecin–Deceuninck     | 4h 38' 52" |
| 2      | Olav Kooij (NED)            | Team Jumbo–Visma       | + 0"       |
| 3      | Yves Lampaert (BEL)         | Soudal–Quick-Step      | + 0"       |
| 4      | Frederik Frison (BEL)       | Lotto–Dstny            | + 1"       |
| 5      | Fabio Jakobsen (NED)        | Soudal–Quick-Step      | + 21"      |
| 6      | Jonas Rickaert (BEL)        | Alpecin–Deceuninck     | + 21"      |
| 7      | Cedric Beullens (BEL)       | Lotto–Dstny            | + 21"      |
| 8      | Stian Fredheim (NOR)        | Uno-X Pro Cycling Team | + 21"      |
| 9      | Juan Sebastián Molano (COL) | UAE Team Emirates      | + 21"      |
| 10     | Marijn van den Berg (NED)   | EF Education–EasyPost  | + 21"      |